# Maksim Litvinov
Maksim Maksimovitsj Litvinov (Russisch: Максим Максимович Литвинов) (Białystok, 17 juli 1876 – Moskou, 31 december 1951) was een Russisch bolsjewiek.
Maksim Litvinov werd als Meir Henoch Mojszewicz Wallach-Finkelstein (vereenvoudigd tot Max Wallach, Russisch: Макс Ва́ллах) uit Joodse ouders in de Poolse stad Białystok geboren, wat toen deel uitmaakte van tsaristisch Rusland.
In 1898 werd Litvinov lid van de Russische Sociaal Democratische Arbeiderspartij, beter bekend als de bolsjewieken. Litvinov werd om zijn activiteiten als lid van die partij meerdere keren verbannen. Tijdens een van zijn verbanningen kwam hij in Engeland terecht waar hij trouwde met een dochter van een dominee.
Na de Oktoberrevolutie van Lenin in 1917 werd hij benoemd tot vertegenwoordiger van het nieuwe Sovjetbewind. Na deze start als diplomaat vertegenwoordigde hij zijn land op tal van conferenties. In 1930 volgde zijn aanstelling tot minister (volkscommissaris) van Buitenlandse zaken als opvolger van Georgi Tsjitsjerin. Hij doorbrak het isolement van de Sovjet-Unie door betrekkingen aan te gaan met westerse mogendheden, waaronder de Verenigde Staten van Amerika. Ook zorgde hij ervoor dat de Sovjet-Unie lid werd van de Volkenbond, waar hij ontwapeningsvoorstellen deed. Na de machtsovername van Hitler in 1933 in Duitsland, zocht hij toenadering tot Frankrijk en Groot-Brittannië. Zijn plannen voor collectieve veiligheid mislukten. In 1935 sloot hij echter wel een verdrag met Frankrijk (defensie verbond). Toen Stalin in 1939 toenadering zocht met Duitsland, moest Litvinov, die als Jood voor Hitler als gesprekspartner onaanvaardbaar was, vervangen worden door de stalinist Vjatsjeslav Molotov (1890 - 1986).
Tijdens de beginjaren van de Tweede Wereldoorlog was Litvinov maar weinig actief, maar in 1941, toen Duitsland de Sovjet-Unie binnenviel en het niet-aanvalsverdrag negeerde, kwam daar verandering in en in november 1941 werd hij tot ambassadeur in Washington aangesteld. Na 1943 was hij plaatsvervangend volkscommissaris van Buitenlandse Zaken (tot 1946). Litvinov overleed in Moskou op oudjaarsdag 1951.
- Bibsys: 90733208
- Biblioteca Nacional de España: XX1723662
- Bibliothèque nationale de France: cb12263468g (data)
- Catàleg d'autoritats de noms i títols de Catalunya: 981058514639906706
- CiNii: DA06880213
- Gemeinsame Normdatei: 118890700
- International Standard Name Identifier: 0000 0000 8091 4347
- Library of Congress Control Number: n88196429
- Nationale Bibliotheek van Letland: 000147586
- National Archives and Records Administration: 10571063
- Bibliotheek van het Japanse parlement: 001230759
- Nationale Bibliotheek van Tsjechië: jn20011211206
- Nationale bibliotheek van Australië: 35949887
- Nationale Bibliotheek van Israël: 987007292115205171
- Nationale Bibliotheek van Polen: a0000001178303
- Nederlandse Thesaurus van Auteursnamen: 074402730
- SNAC: w6h41q72
- Système universitaire de documentation: 067719058
- Trove: 1159330
- Virtual International Authority File: 12366644
- WorldCat: E39PBJcgCbhFw8brqcTx7pJYyd